# Pheidole purpurascens
Pheidole purpurascens är en myrart som beskrevs av Carlo Emery 1897. Pheidole purpurascens ingår i släktet Pheidole och familjen myror. Inga underarter finns listade i Catalogue of Life.